# Johannesquelle
Die Johannesquelle ist eine Quelle im südlicheren Niederösterreich im Nordhang des Gahns, einem Vorberg des Schneeberges.

## Lage und Beschreibung
Die Johannesquelle liegt in einer Höhe von 723 m ü. A. Sie befindet sich zwischen Gadenweither Klamm und Gahns Graben, westlich des 873 m hohen Hinterberges, direkt an einem Forstweg im Gebiet Polzstatt in der Nähe der Übeltalwiese. Das vom Schneeberg kommende Gebirgswasser entspringt dem Berg und wird über ein Rohr in das ca. 2 × 0,5 m große Quellbecken geleitet, welches mit Moos überwachsen ist. Hier ist auch ein altes Schild mit der kaum mehr lesbaren Aufschrift „Johannesquelle“ angebracht.
Die Quelle speist einen kleinen Bach, der durch die Gadenweither Klamm in Richtung Sierning fließt und in trockenen Sommern austrocknet.

## Die Legende vom Schatz
In der zur Gemeinde Ternitz gehörenden Siedlung Gadenweith erzählt man sich eine Legende, dass ein armer Bauer aus Sieding eine Adelsfamilie in St. Lorenzen ausgeraubt habe. Den so erbeuteten Schatz versteckte er im Quellbecken dieser Quelle; er wollte ihn später holen, verstarb aber leider kurz darauf. So blieb das Rätsel um den Schatz bis heute ungelöst, es ist nicht bekannt, dass er je gefunden wurde.